# Maha Thammaracha
Maha Thammaracha (thai: สมเด็จพระมหาธรรมราชา), även benämnd Sanpet I, var kung av Ayutthaya mellan 1568 och 1590. 
Innan han blev kung över Ayutthaya styrde han över Phitsanulok. 1567 försökte styrkor från Lan Xang ta honom till fånga och erövra staden med hjälp av styrkor från Ayutthaya. 
Thammaracha fick stöd från Burma och lyckades försvara sig. Relationerna med Ayutthaya blev efter detta sämre. Burma blev allt mäktigare och gjorde flera invasioner av Sydostasien. Under deras fälttåg 1568 mot Ayutthaya allierade sig Maha Thammaracha med Burmas ledare Bayinnaung och Ayutthayas huvudstad blev erövrad och plundrad. Som tack för hjälpen blev Maha Thammaracha kung över Ayutthaya som blev en vasall till Burma. 
Han efterträddes av sin son Naresuan.